# ジャスティン・チャットウィン
ジャスティン・チャットウィン（Justin Chatwin, 1982年10月31日 - ）は、カナダの俳優。身長180cm。

## プロフィール
ブリティッシュコロンビア州ナナイモ出身。シビルエンジニアの父とアーティストでドキュメンタリー映画作家の母を持つ。16歳頃にコマーシャル出演を経験しているが、その頃は俳優になろうとは考えておらず、公認会計士を目指してブリティッシュコロンビア大学で商学を学んでいた。だが友人の誘いでオーディションを受け、テレビドラマや映画に端役で出演するうちに演技に興味を持つ。俳優の仕事が増えるにつれ両立が難しくなり、大学を休学、演劇学校で演技と映画制作を学んだ。
2004年のTVミニシリーズ『ワールド・オブ・ブラック』（TV放送時タイトル『トラフィック/新たなる連鎖』）や映画『The Chumscrubber』（日本未公開）での演技が評価され、2005年公開の映画『宇宙戦争』でトム・クルーズの息子ロビー役に抜擢されて注目された。2007年全米公開の『臨死』では主役のニックを演じた。

## 主な出演作品
- プッシーキャッツ Josie and the Pussycats (2001)
- ヤング・スーパーマン Smallville  (2001) テレビドラマ
- TAKEN Taken (2002) テレビドラマ
- テイキング・ライブス Taking Lives (2004)
- SuperBabies: Baby Geniuses 2 (2004)
- ワールド・オブ・ブラック Traffic Vol.3 (2004) テレビドラマ
- The Chumscrubber (2005)
- 宇宙戦争 War of the Worlds (2005)
- Weeds 〜ママの秘密 Weeds (2005)  テレビドラマ、シーズン1・エピソード1
- LOST Lost (2006)  テレビドラマ、シーズン3 エピソード52
- 臨死 The Invisible (2007)
- Middle of Nowhere (2008)
- DRAGONBALL EVOLUTION Dragonball Evolution (2009)
- Funkytown (2009)
- シェイムレス 俺たちに恥はない Shameless  (2011)
- Riding the Pine (2011)
- アメリカン・ゴシック 〜偽りの一族〜 American Gothic (2016) テレビドラマ
- ダブル・ミッション 報復の銃弾 The Assassin's Code (2018)
- アナザー・ライフ Another Life (2019-2021) テレビドラマ